# Associació de Rugby Poble Nou
L'Associació de Rugby Poble Nou o ARPN és una agrupació esportiva i cultural que vetlla pel desenvolupament del rugbi com a esport amateur i mitjà de formació en la seva àrea natural, el barri del Poble Nou a Barcelona.
Com a associació independent neix com a escissió de la secció de rugbi del CN Poble Nou el 2009 amb equips i jugadors de totes les edats, un marc tècnic d'entrenadors tots ells ben rodats amb els jugadors durant temporades anteriors jugades sota l'ensenya del Club Natació Poble Nou - Enginyers, i duu endavant una llarga tradició de rugbi del Poble Nou que el 1961 ja va permetre guanyar un campionat d'Espanya sènior.
La temporada 2009-2010 i sense disposar de camp propi, l'equip sènior passa a segona divisió catalana.
Després de fer servir diferents camps a Barcelona i a Badalona, torna a les instal·lacions municipals de la Marbella la temporada 2010-2011. La temporada 2014-2015, superades les diferències, l'ARPN es va reintegrar al CN Poble Nou.